# Triangolo di ferro

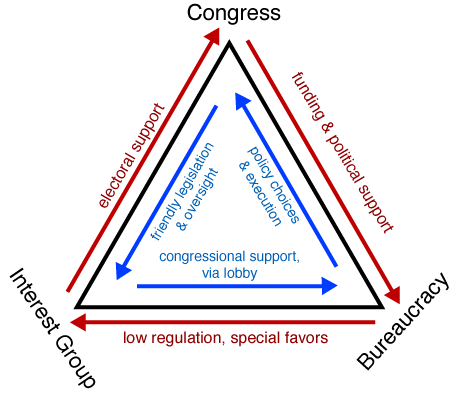
Diagramma del triangolo di ferro

Il termine triangolo di ferro (iron triangle) è usato dagli studiosi di scienze politiche nella politica statunitense, per descrivere la relazione che si instaura nel processo di decisione politica tra i comitati congressuali, la burocrazia (esecutivo) (in genere individuata nelle "agenzie governative") e i gruppi d'interesse. Il termine è stato utilizzato ampiamente anche da studiosi di scienze politiche al di fuori degli Stati Uniti ed è ormai un'espressione accettata nel campo.
Ad esempio, all'interno del governo federale i tre lati spesso sono costituiti da: vari comitati congressuali, che sono responsabili dei programmi e delle attività del governo ed esercitano poi il controllo su di essi; le agenzie federali (spesso agenzie indipendenti), che sono responsabili della regolamentazione dei vari settori produttivi; e infine, i settori stessi, nonché le loro associazioni di categoria e gruppi di lobbying, che beneficiano, o cercano beneficio da queste attività. e da questi programmi.
Probabilmente il primo concetto del "triangolo di ferro" fu quello espresso il 17 gennaio 1919 da Ralph Pulitzer. Era l'epoca dopo la Prima guerra mondiale quando Pulitzer scrisse della Conferenza di pace di Parigi e delle nuove relazioni tra i governi alleati. Egli affermò:
Tre forze si stanno battendo per una pace così sinistra: (1) il borbonismo dei politici…; (2) il materialismo degli industriali…; (3) il militarismo dei soldati professionisti… e se alla Conferenza di Pace si permette di rimanere tra i governi invece che tra i popoli, tende a degenerare…
Un esempio spesso utilizzato del termine è con riferimento al complesso militare-industriale, con il Congresso (e i Comitati per i Servizi armati della Camera e del Senato), gli appaltatori della difesa e il Dipartimento della Difesa statunitense che formano il triangolo di ferro. 